# Aspalathus corniculata
Aspalathus corniculata är en ärtväxtart som beskrevs av Rolf Martin Theodor Dahlgren. Aspalathus corniculata ingår i släktet Aspalathus och familjen ärtväxter. Inga underarter finns listade i Catalogue of Life.